# キャンディアップルレッド
キャンディアップルレッド（Candy apple red）とは、赤やスカーレットに近い色で純色の一種。

## 近似色
- 赤
- スカーレット